# Stora Oxdalasjö
Stora Oxdalasjö är en sjö i Marks kommun i Västergötland och ingår i Viskans huvudavrinningsområde.